# Владикіно-Московське
Влади́кіно-Моско́вське (рос. Владыкино-Московское) — вантажопасажирська залізнична станція Малого кільця Московської залізниці у Москві. Входить до складу Московсько-Курського центру організації роботи залізничних станцій ДЦС-1 Московської дирекції управління рухом.
На станції є пасажирська платформа Владикіно, що є зупинним пунктом для електропоїздів міської електрички — Московського центрального кільця .
Станція розташовується між Ботанічним садом РАН і промзоною. У західній горловині станції — естакада Алтуф'євського шосе.

## Назва станції
Станцію найменовано по прилеглому селу, Владикіно, що належав боярам Шуйським і патріарху Никону. До початку XX століття тут було дачне селище.

## Опис
Станція Владикіно має два головні, три приймальні і одну звантажувально-розвантажувальну колії. Уздовж двох головних колій розташовані пасажирські платформи. З 19 стрілочних переводів — 16 на залізобетонній основі (на 1 вересня 2011 року).
90 відсотків від усієї вантажної роботи на станції становить навантаження (на місяць 100—120 вагонів), 10 відсотків — вивантаження. Дві третини від всієї номенклатури вантажів станції становить збірний вантаж (товари народного споживання), одну третину — металобрухт.